# Philippe Dreyfus
Philippe Dreyfus fue un pionero de la informática en Francia.
Después de obtener su Licenciatura en Física en 1950, se convirtió en profesor en la facultad de Informática en la Universidad Harvard usando Mark I, el primer ordenador automatizado jamás construido. En 1958 fue nombrado director del Centro de Cálculo Bol.
En 1962 se acuñó el nuevo término Informática.
En 1965 se convirtió en director de la PAC de Europa, una compañía anglo-francesa, así como director de la PAC de Francia y Reino Unido PAC. Después de la PAC de Francia y Europa PAC se fusionaron con Sogeti, y la consiguiente adquisición de Gemini Inc (EE. UU.), en 1975 fue nombrado vicepresidente de Sogeti.
Philippe Dreyfus fue miembro del Consejo de ECSA (Asociación Europea de Servicios de Informática), y fue el fundador de la Syntec Informatique.
En 1962 inventó y definió el concepto de lenguaje de programación y en 1990 se introdujo el concepto de informatividad (informativité).
- Datos: Q2755388